# Хангард (тауншип, Миннесота)
Хангард (англ. Hangaard) — тауншип в округе Клируотер, Миннесота, США. На 2000 год его население составило 8 человек.

## География
По данным Бюро переписи населения США площадь тауншипа составляет 57,0 км², из которых 57,0 км² занимает суша, водоёмов нет.

## Демография
По данным переписи населения 2000 года здесь находились 8 человек, 4 домохозяйства и 2 семьи. Плотность населения —  0,1 чел./км². На территории тауншипа расположено 7 построек со средней плотностью 0,1 построек на один квадратный километр. Расовый состав населения: 100,00 % белых.
Из 4 домохозяйств в 25,0 % воспитывались дети до 18 лет, в 25,0 % проживали супружеские пары и в 50,0 % домохозяйств проживали несемейные люди. 50,0 % домохозяйств состояли из одного человека, при том ни в одном из них не проживали одинокие пожилые люди старше 65 лет. Средний размер домохозяйства — 2,00, а семьи — 3,00 человека.
Средний возраст — 32 года. На каждые 100 женщин приходилось 166,7 мужчин. На каждые 100 женщин старше 18 приходилось 400,0 мужчин.
Средний годовой доход домохозяйства составлял 50 417 долларов, а средний годовой доход семьи —  0 долларов. Средний доход мужчин —  51 250  долларов, в то время как у женщин — 0. Доход на душу населения составил 30 000 долларов. За чертой бедности не находилась ни одна семья и 40,0 % всего населения тауншипа.